# 仙源县故城
仙源县故城，位于山东省济宁市曲阜市书院街道办事处旧县村，是中华人民共和国山东省文物保护单位之一。
2006年12月7日，授予山东省文物保护单位，是仙源县县城遗址。。